# Antígua e Barbuda nos Jogos Pan-Americanos de 2015
A Antígua e Barbuda competiu nos Jogos Pan-Americanos de 2015 em Toronto de 10 a 26 de julho de 2015. O país competiu em 10 esportes com 3 atletas e conquistou uma medalha de prata.